# 笑レース
笑レース（しょうレース）は、フジテレビで2017年10月2日より2018年3月26日まで、月曜22時54分 - 23時00分に放送されていた演芸バトルバラエティ番組。全25回。アイフルの一社提供。

## 概要
人気芸人の他薦2組のお笑い芸人が各自の芸を披露した動画を、公式サイトやTwitterの視聴者投票によって支持率が高い方が放送できる爆笑オンエアバトル方式。投票期間は公式サイトの動画公開からオンエア前々日までの12日間で、投票結果は放送でのみ明らかとなる。

## 放送リスト
| 回               | 放送日         | 対戦カード                          | 備考          |
| ---------------- | -------------- | ----------------------------------- | ------------- |
| 1                | 2017年 10月2日 | 兜蟹×さすらいラビー                 | 23:34より放送 |
| 2                | 10月9日        | しらすのこうげき!×もりせいじゅ      | 23:34より放送 |
| 3                | 10月16日       | オーストラリア×シャイニングスターズ | 23:49より放送 |
| 4                | 10月23日       | ドドん×メルヘン須長                 | 24:19より放送 |
| 5                | 10月30日       | グリーンランプ×パニーニ             | 23:09より放送 |
| 6                | 11月6日        | サツマカワRPG×ヒコロヒー            |               |
| 7                | 11月13日       | おべんとばこ×かぎしっぽ             |               |
| 8                | 11月20日       | いまさらジャンプ×紺野ぶるま         |               |
| 9                | 11月27日       | キサラギ×世間知らズ                 |               |
| 10               | 12月4日        | がじゅまる×八田荘                   |               |
| 11               | 12月11日       | 熊川シュウワ×ジャイアントジャイアン |               |
| 12               | 12月18日       | クロコップ×台風クラブ               |               |
| 13               | 12月25日       | ギャルズ×バニラコップス             | 23:09より放送 |
| （1月1日は休止） |                |                                     |               |
| 14               | 2018年 1月8日  | サツキ×スーパーニュウニュウ         | 23:34より放送 |
| 15               | 1月15日        | そいつどいつ×ブリキカラス           | 23:09より放送 |
| 16               | 1月22日        | キンカ×JP                           |               |
| 17               | 1月29日        | アイデンティティ田島×どんぐりたけし |               |
| 18               | 2月5日         | きつね×笑福亭竹三                   |               |
| 19               | 2月12日        | ニュークレープ×街裏ぴんく           | 23:09より放送 |
| 20               | 2月19日        | くちびるケチャップ×ペコリーノ       |               |
| 21               | 2月26日        | サスペンダーズ×ひょっこりはん       |               |
| 22               | 3月5日         | 赤嶺総理×石出奈々子                 |               |
| 23               | 3月12日        | ガール座×まんじゅう大帝国           |               |
| 24               | 3月19日        | 丸山礼×ヤマザイラー                 |               |
| 25               | 3月26日        | 本田兄妹×マッハスピード剛速球       | 23:34より放送 |

## 王者
- 初代王者：ひょっこりはん